# Бердники (Нижегородская область)
Бе́рдники — село в Тонкинском районе Нижегородской области России. Административный центр Бердниковского сельсовета.

## География
Село находится в северо-восточной части Нижегородской области, в подзоне южной тайги, при автодороге 22К-0011, на расстоянии приблизительно 4 км (по прямой) к северо-востоку от Тонкино, административного центра района. Абсолютная высота — 130 м над уровнем моря.
Климат
Климат характеризуется как умеренно континентальный, с коротким умеренно жарким влажным летом и холодной многоснежной зимой. Среднегодовая температура — 3,6 °C. Средняя температура воздуха самого тёплого месяца (июля) — 24,1 °C (абсолютный максимум — 36 °C); самого холодного (января) — −16 °C (абсолютный минимум — −45 °C). Продолжительность безморозного периода составляет около 216 дней. Среднегодовое количество атмосферных осадков составляет 550—600 мм, из которых около 40 % выпадает в летние месяцы.
Часовой пояс
Село Бердники, как и вся Нижегородская область, находится в часовой зоне МСК (московское время). Смещение применяемого времени относительно UTC составляет +3:00.

## Население
| 2002 | 2010 |
| ---- | ---- |
| 498  | ↘414 |

Национальный состав
Согласно результатам переписи 2002 года, в национальной структуре населения русские составляли 99 % из 498 чел.